# مقاومت آلمان

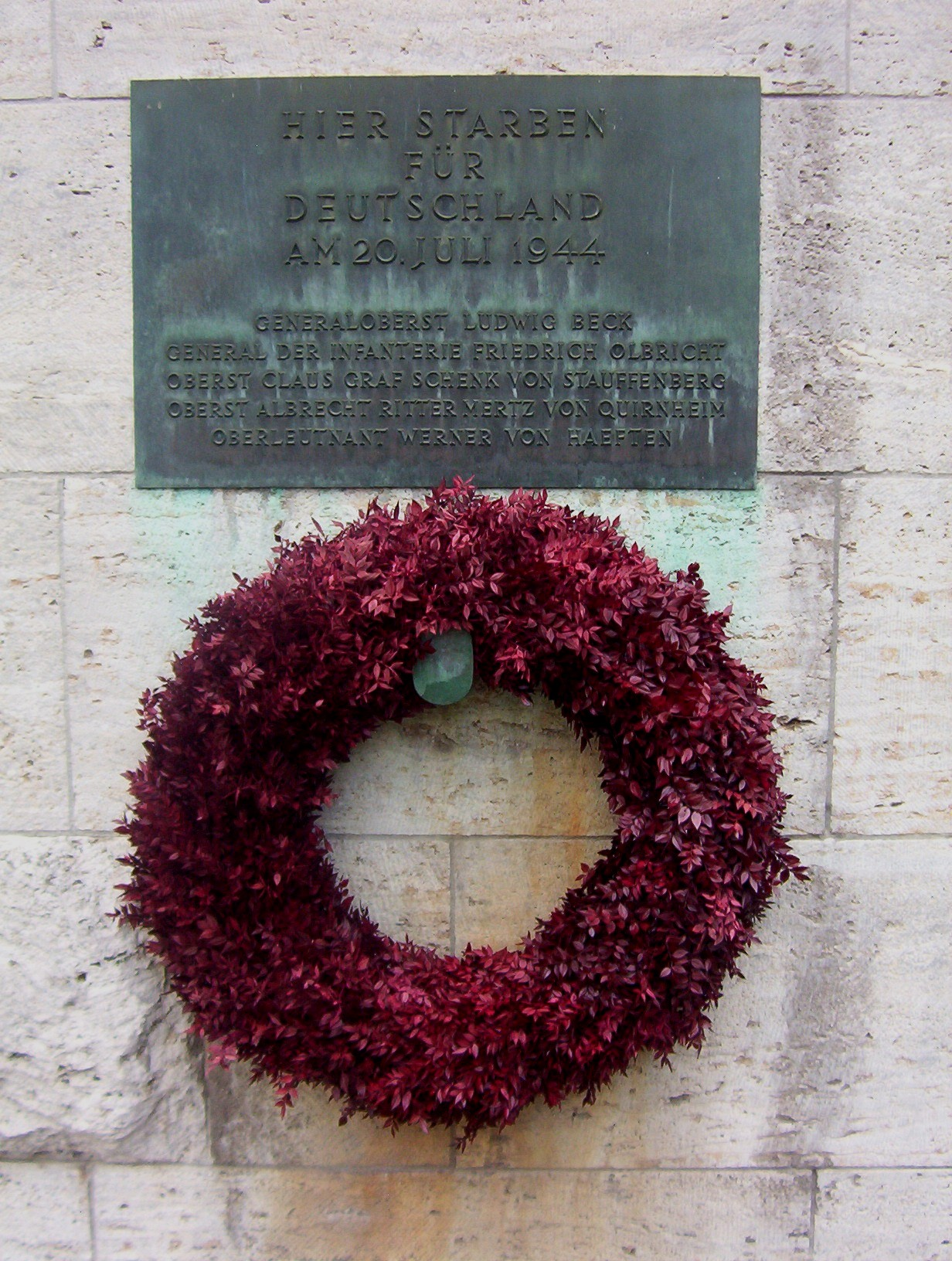
لوح یادبود و تاج گل برای مقاومت آلمان، در برلین

مقاومت آلمان، مخالفانی بودند که بین سال‌های ۱۹۳۳ تا ۱۹۴۵ به صورت گروهی یا انفرادی علیه آدولف هیتلر یا رژیم سوسالیست ملی آلمان (نازی) فعالیت می‌کردند. بخشی از آن‌ها برنامه‌هایی برای پایین کشیدن هیتلر از عرصهٔ قدرت و سرنگونی رژیم او داشتند. اوج برنامه‌های آن‌ها را می‌توان طرح ناموفق ترور هیتلر در ۲۰ ژوئیه ۱۹۴۴ به حساب آورد.
منظور از مقاومت آلمان، یک جنبش مقاومت یکپارچه در طول دوران حکومت نازی نیست بلکه فعالیت گروه‌های کوچک و بعضاً منفردی است که توانایی بسیج مخالفان سیاسی را علیه حاکمیت نداشتند و تنها استراتژی واقعی آن‌ها این بود که سران ورماخت را به طرح کودتایی علیه رژیم سوق دهند.
دادگاه‌های نظامی، دادگاه‌های ویژه و دستگاه قضاوت عمومی، حدود ۷۷٬۰۰۰ نفر را به اتهام شرکت در براندازی و طرح توطئه اعدام کردند که همگی جزئی از بدنهٔ دولت یا ارتش بودند.
پیتر هافمن، تاریخ‌نویس کانادایی در به‌طور کیفی بیان می‌کند که علاوه بر بدنهٔ دولت و ارتش، ده‌ها هزار نفر از شهروندان آلمان به دلیل مخالفت با دیکتاتوری هیتلر، در زندان یا اردوگاه‌های کار اجباری بودند؛ این در حالی است که هانس مامسن، تاریخ‌نویس آلمانی، مشارکت مردم را در مقاومت اندک خوانده و از مقاومت آلمان به عنوان مقاومت بدون مردم نام برده‌است.

## شاخه‌های مقاومت
مقاومت آلمان، از شاخه‌های مختلفی تشکیل شده بود که از نظر سیاسی و ایدئولوژیک متفاوت بودند و به ندرت می‌توانستند همکاری کنند. این شاخه‌ها بیانگرِ خصوصیاتِ رده‌های مختلفی از افراد جامعه بودند.

## یادداشت
1. ↑  Klemperer, 4.
2. ↑  "Resistance" (به انگلیسی). Encyclopedia Britannica. Retrieved 31 July 2012.
3. ↑  and  Hoffmann, xiii.
4. ↑  and  Hoffmann, xiii.
5. ↑  Mommsen, 44.